# Francis Dreyfus
Francis Dreyfus (* 1940 in Le Raincy; † 24. Juni 2010 in Neuilly-sur-Seine) war ein französischer Musikagent, Musikproduzent und -verleger in den Bereichen Jazz, Rock, Pop. Er ist der Gründer von Dreyfus Records.

## Leben und Wirken
Dreyfus organisierte schon als Jugendlicher mit Freunden in einem Pariser Vorort einen Wochenend-Jazzclub. Als Student der Rechte und der Politik am Institut d’Etudes Politiques (er wollte Kulturattaché werden) begann er 1963 nebenbei als Musikverleger (SPAA, Editions Labrador) und Agent mit den Songs seines Schulfreundes Eddy Vartan, der für Musiker wie Johnny Hallyday und Sylvie Vartan schrieb. Mit You’re the One, gesungen von Petula Clark, hatten sie einen Nr.1 Hit in den USA. Ende der 1960er Jahre kamen David Bowie, Cat Stevens, Pink Floyd, Ten Years After, Jimmy Cliff, T. Rex hinzu. Später erwarb sein Verlag „Francis Dreyfus Music“ die von Island Music und Chrysalis Music verwalteten Kataloge. Weitere Ergänzungen waren ab den 1980er Jahren Al Jarreau, Marcus Miller, David Sanborn, Miles Davis/Jazzhorn (zwischen 1981 und 1984), Benny Golson, Ornette Coleman, Rickie Lee Jones, Charles Mingus, Alice Cooper und amerikanische TV-Serien wie Dallas. Die Krönung waren die Rechte für Elvis Presley in Frankreich ab 1989.
1971 gründete Dreyfus sein erstes Platten-Label „Disques Motors“. Hier veröffentlichte Jean Michel Jarre 1972 seine ersten Platten, die dann in den 1970er Jahren große internationale Erfolge wurden (Oxygene 1976, Equinoxe 1978). Hits hatte er auch mit dem Sänger Christophe Anfang der 1970er Jahre. Mit Jarre organisierte er regelmäßig spektakuläre Konzertereignisse, zuerst 1979 in Paris auf der Place de la Concorde und 1981 in China.
Mit Yves Chamberland gründete Dreyfus 1991 das Jazz-Label Dreyfus Jazz, gefolgt 1993 von seinem amerikanischen Label Dreyfus Records. Er brachte dort u. a. Aufnahmen von Didier Lockwood, Michel Petrucciani, Richard Galliano, Eddy Louiss, Biréli Lagrène, Philip Catherine, der Mingus Big Band, Roy Haynes, Ahmad Jamal, Steve Grossman, Sylvain Luc, André Ceccarelli, Rosario Giuliani, der Sängerin Anne Ducros, dem Pianisten Jean-Michel Pilc und Marcus Miller heraus. In einer Serie Jazz Reference werden klassische Jazzaufnahmen in verbesserter Tonqualität neu herausgegeben – ohne der Mode zu folgen, die in seinen Worten „schrecklichen“ alternate takes zu ergänzen. Nach seiner Erfahrung war die schlechte Qualität der zur Verfügung stehenden Aufnahmen ursächlich dafür, warum selbst viele Nachwuchs-Jazz-Musiker die klassischen Aufnahmen etwa von Charlie Parker wenig hören würden. Mit den Künstlern seines Labels organisierte er regelmäßig „Dreyfus Jazz Nights“ z. B. in Paris und New York (zuerst 1993 auf dem Montreux Jazz Festival).
Dreyfus hatte drei Kinder. In der Ehe (1965 bis 1973) mit der Schauspielerin Pascale Audret (1936–2000) wurde seine Tochter, die Schauspielerin Julie Dreyfus (* 1966) geboren. 
Dreyfus starb infolge einer Lungenentzündung. Seine Grabstätte befindet sich auf dem Pariser Friedhof Père-Lachaise.

## Auszeichnungen (Auswahl)
- Mitglied der Ehrenlegion (Ritter)[3]
- 2009: Ordre des Arts et des Lettres (Komtur)[6]